# Oskar Fallenius
Oskar Fallenius, né le 1er novembre 2001 à Nynäshamn en Suède, est un footballeur suédois qui évolue au poste d'ailier gauche à Djurgårdens IF.

## Biographie

### En club
Né à Nynäshamn en Suède, Oskar Fallenius est formé par l'IF Brommapojkarna. Il signe son premier contrat en novembre 2018 et est promu en équipe première par la même occasion. Lorsqu'il commence sa carrière professionnelle avec ce club, l'équipe évolue dans la Superettan, la deuxième division suédoise. Il joue son premier match en professionnel le 7 avril 2019 face au Dalkurd FF, en championnat. Il entre en jeu et son équipe s'impose par quatre buts à zéro.
En janvier 2021 il rejoint le Brøndby IF alors qu'il était courtisé par plusieurs clubs suédois comme le Djurgårdens IF ou l'AIK Solna. Il joue son premier match sous ses nouvelles couleurs le 4 mars 2021, à l'occasion d'une rencontre de championnat face au Randers FC. Il entre en jeu à la place de Michael Lumb et les deux équipes se neutralisent.
Il devient champion du Danemark en 2021,.
Fallenius inscrit son premier but pour le Brøndby IF le 23 septembre 2021, à l'occasion d'une rencontre de coupe du Danemark face au Allerød FK. Il est titularisé lors de ce match remporté largement par son équipe (1-8 score final).
Le 31 mars 2022, Fallenius est prêté jusqu'à la fin de l'année à l'IK Start afin de gagner en temps de jeu,. Le jeune suédois fait forte impression avec l'IK Start, s'imposant comme l'un des meilleurs joueurs de la ligue, mais il se blesse sérieusement le 7 juillet 2022, lors d'une défaite en championnat contre le SK Brann (0-2 score final). Son absence est estimé à au moins trois mois. Après un total de trois buts et sept passes décisives en quatorze matchs toutes compétitions confondues avec le club norvégien, Fallenius est rappelé prématurément de son prêt le 5 août 2022, et fait ainsi son retour au Brøndby IF, notamment en raison de sa blessure contractée un mois plus tôt.
Le 27 février 2023, Fallenius s'engage avec le Djurgårdens IF. Il signe un contrat courant jusqu'en décembre 2026.
Fallenius inscrit son premier but pour le Djurgårdens IF le 17 juillet 2023, lors d'un match de championnat contre le Malmö FF. Titularisé, il ouvre le score sur un service d'Oliver Berg et participe à la victoire de son équipe par deux buts à zéro,. Le 28 octobre 2023, Fallenius se fait remarquer en inscrivant un but et délivrant une passe décisive pour Lucas Bergvall contre l'IF Brommapojkarna, en championnat. Il permet ainsi à son équipe de s'imposer par deux buts à un.

### En sélection
Oskar Fallenius représente l'équipe de Suède des moins de 19 ans, jouant au total deux matchs avec cette sélection, les deux en 2019.

## Palmarès

### En club
Brøndby IF
- Championnat du Danemark (1) :
  - Champion : 2020-21.